# Jiří Fréhar
Jiří Fréhar (29. ledna 1938 Brno – 12. června 2025 Praha) byl český divadelní režisér a ředitel.

## Život
Fréhar vyrůstal ve Vyškově v období druhé světové války. Po válce se se jeho rodina odstěhovala do domu po odsunutých Němcích v Libině. Později žil s rodinou v Uničově. Absolvoval Školu důstojnického dorostu letectva (vojenské gymnázium) v Kremnici, maturoval v roce 1956 a poté krátce studoval na Leteckém technickém učilišti. Poté odešel do civilu. Vystudoval Divadelní fakultu Akademie múzických umění. Po studiu působil v různých divadlech jako režisér. Prvním bylo tehdejší Divadlo Oldřicha Stibora v Olomouci.
V roce 1968 hostoval v Severomoravském divadle v Šumperku, v letech 1973 až 1976 působil jako šéf činohry v Olomouckém divadle. V 80. letech působil v Divadle E. F. Buriana. V letech 1987 až 1997 byl ředitelem Realistického divadla. Od roku 1998 byl režisérem a uměleckým šéfem Středočeského divadla v Kladně. Začátkem 21. století působil v Divadle ABC. Celkem režíroval 164 inscenací, poslední byla Sudička Lachesis od Marka Sobóla. Jeho tvorba měla velkou žánrovou pestrost.

## Výběr z inscenací
- František Langer: Jízdní hlídka (1968[2], 2018[4])
- Williama Shakespeara: Dobrý konec vše napraví[3]
- George Tabori: Mein Kampf (1990)[3]
- Gabriela Preissová: Její pastorkyňa